# La tercera puerta (novela)
La tercera puerta es la quinta novela en solitario del escritor estadounidense Lincoln Child. Fue publicada en España en 2013 por Plaza y Janes con traducción a cargo de Fernando Garí Puig. Es el tercer libro en el que aparece el investigador Jeremy Logan.

## Argumento
Jeremy Logan es invitado a una expedición arqueológica  en el Sudd, zona pantanosa en el sur de Egipto cuyo objetivo es encontrar la tumba del faraón Narmer, unificador de Egipto. Según varias inscripciones la tumba está maldita y se han producido varios accidentes graves en la estación flotante que alberga a la expedición, en medio de un denso y agobiante cañaveral.
Logan se da cuenta de que el doctor Stone y el doctor Rush, que son el director y el médico de la aventura, respectivamente, están usando métodos cuestionables y obligando a la esposa de Rush a que haga de médium para intentar revelar los secretos de la tumba.

## Crítica
En general, las críticas han sido negativas.

El prólogo está escrito de forma brillante (..) sin embargo el resto de la novela decae y no se recupera hasta las últimas páginas (..) gran parte de la novela se centra en las entrevistas que Logan hace a cualquiera que quiera oírle. Muchos de los interrogantes quedan sin resolver (..) muchos de los personajes son planos y estereotipados.
Reseña de Anthony Schultz para Examiner.com

## Menciones a otras obras literarias
- Cuando Logan llega a la base flotante Stone le comenta que todos la llaman "The Statin," en referencia al libro El corazón de las tinieblas de Joseph Conrd.
- Cerca del final uno de los personajes se entretiene leyendo La casa en el confín de la tierra de William Hope Hodgson, y Logan opina que es un libro inquietante.